# Marina de Graaf
Pour les articles homonymes, voir de Graaf.
 (octobre 2018).
Si vous disposez d'ouvrages ou d'articles de référence ou si vous connaissez des sites web de qualité traitant du thème abordé ici, merci de compléter l'article en donnant les références utiles à sa vérifiabilité et en les liant à la section « Notes et références ».
Marina de Graaf, née le 16 décembre 1959 à Utrecht, est une actrice néerlandaise.

## Filmographie

### Cinéma
- 1978 : Mysteries de Paul de Lussanet : Sara[2]
- 1979 : Tiro de Jacob Bijl : Marina[3]
- 1979 : Grijpstra & De Gier (nl) de Wim Verstappen : Helen[4]
- 1980 : Lieve jongens (nl) de Paul de Lussanet : Patrick[5]
- 1981 : Die Fluchtlinie
- 1981 : Hoge hakken, echte liefde
- 1981 : Try out
- 1981 : Das Weisse Herz
- 1983 : De zwarte ruiter de Wim Verstappen : Fieneke[6]
- 1983 : An Bloem (nl) de Peter Oosthoek : Lucia[7]
- 1984 : Overvallers in de Dierentuin (nl) de Christ Stuur : La Secrétaire Wendy[8]
- 1995 : Antonia et ses filles de Marleen Gorris : Deedee[9]
- 2000 : Somberman's Action de Casper Verbrugge : Nicole

### Téléfilms
- 1978 : Anna
- 1979 : de Pomp
- 1979 : Cassata
- 1981 : The Hand
- 1981 : Het Gat in de muur
- 1982 : Armoede
- 1984 : Kanaal 13 (nl)
- 1984 : Oscar
- 1984 : Geen baan wel werk
- 1987 : Gedeelde toekomst
- 1991 : Er kan hier ook nooit wat
- 1992 : Heeft u daarover nagedacht?
- 1992 : Waar bemoeien ze zich mee?
- 1992 : Niemand de deur uit
- 1994 : Madelief (nl)
- 1995 : Wat schuift 't
- 1995 : Geef jezelf van katoen
- 1995 : Aziz
- 1993-1995 : Vrouwenvleugel (nl)
- 1996 : Baantjer
- 1997 : SamSam (nl)
- 1999 : Baantjer
- 1999 : In de praktijk (nl)
- 2001 : Kick
- 2004-2005 : Onderweg naar Morgen

## Théâtre
- 1983 : InDochter
- 1983 : InStaking
- 1984 : Theophilius North
- 1987 : Theatervoorstelling met Hans Dorrestein
- 1992 : De roering van het kielzog
- 1995 : De Vuuraanbidders
- 2002 : De Tuttels